# ジョイン
株式会社ジョインは、山形県山形市に本部を置く企業。
冠婚葬祭などの事業を行い、ジョイングループとして平安典礼などを運営。

## 概要
1962年に山形県新生活互助会として創業。
元木にある本部のほか、山形営業所、霞城営業所、上山営業所、寒河江営業所、天童営業所、河北営業所があった。現在は各営業所は無くなっている。

## 沿革
- 1962年（昭和37年）7月 - 創業。
- 1983年（昭和58年）12月 - 株式会社山形冠婚葬祭互助会を株式会社ジョインに変更。

## 事業

### 葬儀事業

#### 平安典礼
ジョインの葬儀事業（ジョインセレモニーの一環）として運営。1963年3月に全国で11番目の互助会となる全国冠婚葬祭互助会連盟に加盟。1965年 9月に有限会社山形葬祭社を譲り受けたことにより、葬祭業務を本格的に開始した。
かつては山形市の城西町を本部とし、有限会社山形葬祭社として運営していたが、1998年に株式会社平安典礼へと社名変更している。2014年に株式会社ジョインセレモニーへ合併し、2017年に本部がジョインの本部へと移転した。株式会社平安典礼として1999年12月に県都初の通夜施設「通夜会館」を山形市銅町に、2001年9月に県都初の総合葬祭場である平安典礼会館「セレモニーホール山形」を山形市鉄砲町に開館している。 
葬儀会場
セレモニーホール
山形市
- セレモニーホール山形
- セレモニーホール霞城
- セレモニーホール大野目
- セレモニーホール白山
- セレモニーハート檜
- セレモニーハート緑
- セレモニーハート山形西

山辺町
- セレモニーホール山辺

上山市
- セレモニーホール上山

天童市
- セレモニーホール天童
- 天童会館つつじ

寒河江市
- メモリアルホール寒河江

東根市
- メモリアルホール東根

河北町
- メモリアルホール葉山

銅町会館
山形市
- 銅町会館「橘」
- 銅町会館「欅」
- 銅町会館「楓」

公営斎場
山形市
- 山形市斎場

上山市
- 上山市経塚斎場

天童市
- 天童市斎場

寒河江市
- 寒河江地区斎場

東村山郡
- 中山町斎場

西村山郡
- 広域斎場妙光苑

### ブライダル事業
結婚式場のオワゾブルー山形とパレスグランデール、ウェディングサロンのボンマリアージュ山形を運営している。いずれも山形市に位置。

### そのほか事業
- 平安開発株式会社（不動産業）
- 株式会社のぞみ観光バス（貸切バス事業/旅行業）
- 株式会社 味暦（仕出し料理の提供）
- レストラン事業